# Bordáskabóca-formájúak

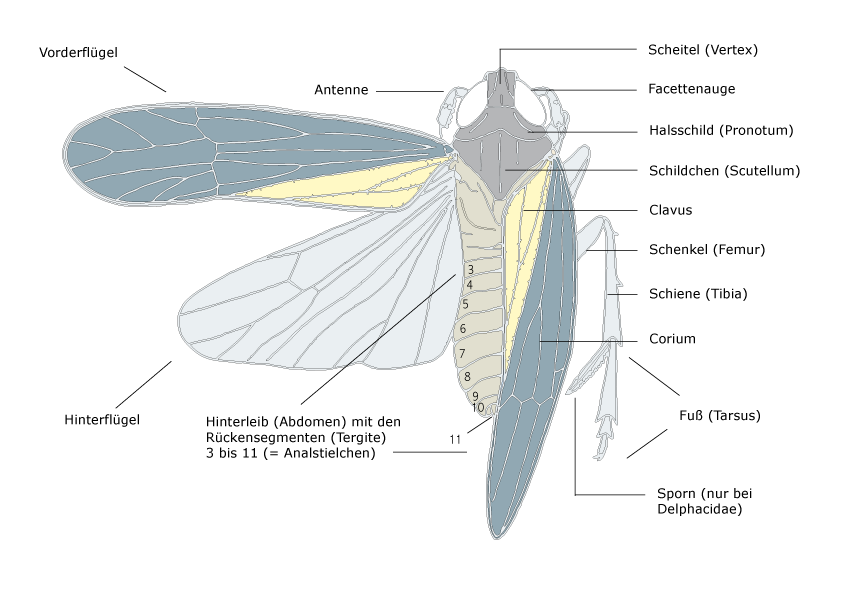
A bordáskabóca-formájúak testfelépítése (német szöveggel)

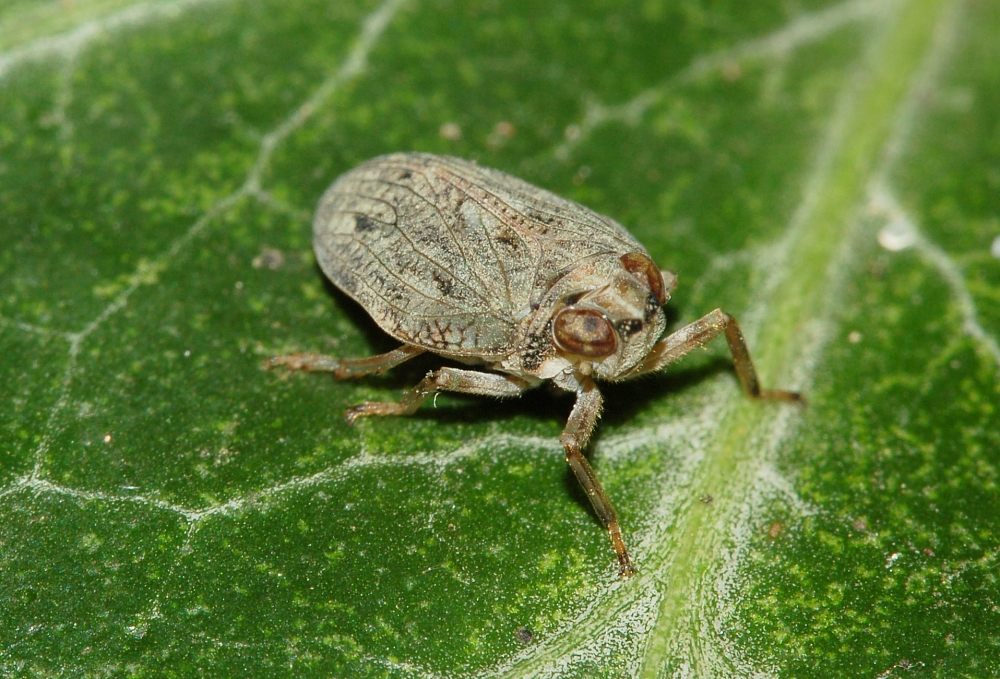
Fa-pajzsoskabóca (Issus coleoptratus)

A bordáskabóca-formájúak (Fulgoromorpha) a rovarok (Insecta) osztályában a félfedelesszárnyúak (Hemiptera) rendjébe sorolt kabócák (Auchenorrhyncha) rendjének egyik alrendje. A „lámpahordó kabóca” elnevezés (különféle toldalékokkal) egy félreértés szívósan fennmaradt eredménye. Maria Sibylla Merian német természettudós és illusztrátor ugyanis a 17. század második felében egy képén úgy ábrázolta a nagy bordáskabócát (Fulgora laternaria), mintha annak feje a sötétben világítana.

## Származásuk, elterjedésük
A kabócák legközelebbi rokonai a poloskák, a levélbolhák, a levél- és a pajzstetvek; a rend másik alrendje az énekeskabóca-formájúaké (Cicadomorpha).
A fajok többsége a trópusokon él. Gyakoriságuk a sarkok felé csökken; a hideg mérsékelt égövben már csak szórványosan fordulnak elő. A Kárpát-medencében legismertebb fajuk a magyar bordásfejű kabóca (Dictyophara pannonica).

## Megjelenésük, felépítésük
A középtor két oldalán a szárnyak tövén egy-egy kis kitinlemez (tegula) alakult ki. A homlok és a fejpajzs között varrat van. A csápok a szemek alatt erednek.

## Életmódjuk, élőhelyük
Lárva és és imágó alakjukban is élő növények nedveivel táplálkoznak; petéiket is a lárvák leendő tápnövényeibe tojják. Többségük fűféléken él, egy-egy kisebb részük lágyszárúakon vagy lombos fákon. A valószínűleg gombák micéliumait szívogató Achilidae és a Derbidae család kivételével a floémből veszik fel a táplálékot. A cukorfölösleget mézharmat formájában választják ki. Ezek a kabócák gyakran kerülnek szimbiotikus kapcsolatba hangyafajokkal.

## Rendszertani felosztásuk
Az alrendágba egy recens öregcsaládot sorolnak, azt ehelyütt, az alrendággal együtt ismertetjük. További két öregcsaládot fosszíliák alapján jelöltek ki:
- † Coleoscytoidea (Martinov, 1935) — leletei Oroszországban, perm időszaki üledékes kőzetekből kerültek elő;
- † Surijokocixioidea (Scserbakov, 2000) — leletei Oroszországban, a  perm–triász határról kerültek elő.

A recens öregcsalád: bordáskabóca-szerűek  (lámpahordó kabócaszerűek, Fulgoridea) a 2020-as évek elején 21 recens és 15 kihalt családdal, valamint 8 (6 + 2) családba sorolatlan nemmel.
A recens családok:
- Acanaloniidae
- Achilidae
- Achilixiidae
- Caliscelidae
- Cixiidae
- sarkantyús kabóca-félék (Delphacidae)
- Derbidae
- bordásfejű kabóca-félék (Dictyopharidae)
- Eurybrachidae
- Flatidae
- bordáskabóca-félék (Fulgoridae)
- Gengidae
- Hypochthonellidae
- pajzsoskabóca-félék (Issidae)
- Kinnaridae
- Lophopidae
- Meenoplidae
- Nogodinidae
- Ricaniidae
- Tettigometridae
- Tropiduchidae

Kihalt családok:
- †Coleoscytidae
- †Dorytocidae
- †Fulgoridiidae
- †Inoderbidae
- †Jubisentidae
- †Katlasidae
- †Lalacidae
- †Mimarachnidae
- †Neazoniidae
- †Perforissidae
- †Qiyangiricaniidae
- †Surijokocixiidae
- †Szeiinnidae
- †Weiwoboidae
- †Yetkhatidae

Családba sorolatlan nemek:
- - Agenia
  - Bodecia
  - Hiracia
  - Mijas
  - Thiscia
  - Ziartissus
  - †Heseneuma
  - †Protoliarus